# Телескоп Анни Нікел
Телескоп Анни Нікел (англ. Anna L. Nickel telescope) — 1-метровий телескоп-рефлектор, розташований у Лікській обсерваторії в Каліфорнії у США.
Менший купол на головній будівлі Лікської обсерваторії спочатку містив уживаний 12-дюймовий рефрактор Кларка, перший телескоп Лікської обсерваторії. У 1979 році його замінив телескоп Анни Нікел, 1-метровий рефлектор. Телескоп названо на честь Анни Нікел, уродженки Сан-Франциско, яка пожертвувала обсерваторії 50 000 доларів — велику частину свого майна.
Телескоп Анни Нікел був повністю побудований співробітниками Університету Каліфорнії в Санта-Крусі і використовував багато частин, взятих від інших інструментів, включаючи запасне дзеркало від рефлектора Кросслі. Це зменшило дефіцит спостережного часу на 3-метровому телескопі Дональда Шейна і допомогло розвивати дослідницькі програми, які не потребували такого великого телескопа, як телескоп Шейна. Завдяки своїй оптичній конструкції телескоп Анни Нікел може використовувати ті самі інструменти, що й телескоп Шейна, тому його можна використовувати для тестування інструментів.